# Ascanie
L'Ascanie (Ascania) était une petite contrée de la Bithynie en Asie Mineure, située vers l'ouest, près de la pointe du Cianus sinus.
Elle contenait l'Ascanius lacus ou lac Ascanion, voisin de Nicée (aujourd'hui Iznik).
Mentionnée par Homère dans l'Iliade, dans le Catalogue des Troyens ; son nom viendrait, selon le linguiste Amaury Claret, de l'assyrien ashguzai qui signifie « scythe ».

## Source
Cet article comprend des extraits du Dictionnaire Bouillet. Il est possible de supprimer cette indication, si le texte reflète le savoir actuel sur ce thème, si les sources sont citées, s'il satisfait aux exigences linguistiques actuelles et s'il ne contient pas de propos qui vont à l'encontre des règles de neutralité de Wikipédia.